# François Prélat
François Prélat fue un armero e inventor francés. A veces se le atribuye la invención del primer cartucho unitario en 1808, así como la cápsula fulminante en 1818. Sin embargo, la mayoría de historiadores de las armas de fuego concuerdan que no fue un armero propiamente dicho, sino una persona que observaba las patentes británicas de armas y patentaba las mejores en Francia, por lo cual no estaba bajo la ley británica. Los inventos que a veces se le atribuyen son más bien el trabajo de inventores británicos y de su socio, el armero Jean Samuel Pauly. No está del todo claro si llegó a inventar algo, prefería "tomar prestadas" ideas o solo ofrecía apoyo financiero a los inventores. La invención de la cápsula fulminante fue afirmada por varios creadores independientes casi al mismo tiempo. A pesar del trabajo de varios historiadores durante muchos años, todavía no hay evidencia definitiva para un solo inventor de esta. Prélat solamente obtuvo una patente francesa para la cápsula fulminante.
En asociación con el armero suizo Jean Samuel Pauly, François Prélat patentó entre 1808 y 1812 el primer cartucho unitario, que incorporaba la cápsula fulminante, pólvora negra y una bala esférica. Un percutor provocaría la ignición de la pólvora al golpear la cápsula fulminante. Esto era una mejora importante respecto a la llave de percusión inventada por Jean Lepage, en la que simplemente se vertía el fulminato en polvo dentro de una cazoleta junto al oído del cañón. El nuevo cartucho se consideró especialmente útil para las armas de fuego de caballería, puesto que el movimiento del caballo y la dificultad del movimiento hacían extremadamente difícil recargar convencionalmente. Pero al no poder evitar la fuga de gases del casquillo, hizo que esta importante innovación necesitase un mayor desarrollo antes de ser adoptada ampliamente. Los principios de este cartucho de percusión central son los más utilizados hoy en día. Los dos hombres instalaron una armería en rue des Trois-Frères 4, París.
En 1818, Prélat registró una patente, o Certificat d'addition (certificado de adición, en francés), por la invención de la cápsula fulminante (pistón de percusión de cobre) para ser utilizada en cartuchos, reemplazando al mecanismo de llave de chispa.
Prélat mostró algunas armas de fuego de su invención en la Exposición Universal de París de 1855.